# 166-я стрелковая дивизия (1-го формирования)
166-я стрелковая дивизия  — воинское соединение РККА Вооружённых сил СССР, принимавшее участие в Великой Отечественной войне. Одно из старейших соединений Сибирского Военного округа.
Условное наименование — войсковая часть (в/ч) № 7750.
Сокращённое наименование — 166 сд.
Период вхождения в действующую армию: 15 июля 1941 года — 27 декабря 1941 года.

## История
Формировалась с 18 августа по 20 октября 1939 года в Томске, на базе 260-го стрелкового полка (в/ч 5407) 71-й стрелковой дивизии. В её состав вошли 423-й, 517-й и 735-й стрелковые и 499-й артиллерийский полки. Первым командиром дивизии стал полковник Алексей Назарович Холзинев (1899—1941), участник Гражданской войны и боёв на озере Хасан.
К началу войны 166-я стрелковая дивизия была укомплектована личным составом, имела положенный запас материальных средств и вооружений по штату мирного времени. Полки дивизии располагались в двух военных городках: 423-й, 517-й, 735-й стрелковые полки и специальные подразделения — в Северном городке (возле железнодорожной станции Томск), артиллерийские полки (пушечный и гаубичный) — в Южном городке. Штаб дивизии занимал здание в центре города. Командовал дивизией полковник А. Н. Холзинев, 517-м стрелковым полком командовал полковник Т. И. Рыбаков.
Личный состав дивизии был укомплектован призывниками Томской, Новосибирской областей и Кузбасса. По национальности в большинстве это были русские и татары. В 1940 году прибыло пополнение из Западной Украины.
Красноармейцы, отслужившие по три года, по приказу Наркома были оставлены в армии на какие-то сборы и продолжали служить.
22 июня 1941 года дивизия находилась в летних лагерях под Юргой. После объявления о нападении Германии на СССР, подразделения дивизии в спешном порядке были возвращены в Томск, получили новое обмундирование, оружие, боеприпасы, и 26 июня 1941 года направились на фронт.
В ночь на 30 июня 1941 года части и подразделения 166-й стрелковой дивизии разгрузились на железнодорожных станциях западнее Вязьмы.
В начале июля 1941 года, выгрузившись из эшелонов, дивизия сосредоточилась в районе города Вязьма Смоленской области в составе 24-й армии (генерал-лейтенант С. А. Калинин; до войны — командующий войсками Сибирского военного округа). 166-я стрелковая дивизия была одним из многих соединений Красной Армии, которые выдвигались из внутренних военных округов на спасение советских армий, разгромленных у западной границы. Боевое крещение 166-й дивизии состоялось 19 июля у озёра Щучье.

### Смоленское сражение
Томская дивизия оказалась участницей Смоленского сражения (10 июля — 10 сентября 1941 года). После разгрома Западного Особого военного округа Красной Армии и захвата Минска, следующей целью немецкой группы армий «Центр» стал Смоленск. Уже 15 июля 1941 года 29-я моторизованная дивизия 2-й танковой группы Гудериана ворвалась в город. Советское командование, используя отрыв подвижных соединений немцев от пехотных дивизий, которые ещё шли маршем от Минска после ликвидации белостокского котла, решило нанести серию контрударов с целью остановить группу армий «Центр».
16 июля 1941 года 4-я Московская стрелковая дивизия народного ополчения приняла от 166-й стрелковой дивизии полосу обороны в районе Ярцево.
20 июля 1941 г. начальник Генерального Штаба Красной Армии Г. К. Жуков подписал директиву Ставки, в которой были следующие слова: «…166 сд к исходу 22.07. сосредоточить в районе Мякишево (20 км ю.-в. Белого), Петрополье, ст. Никитинка для действий во втором эшелоне за группой Хоменко…».

#### Духовщинская операция
22 июля 1941 года в 16.00 главнокомандующий войсками Западного направления Тимошенко подписал приказ № 0080 на организацию группы Калинина, для чего 

из группы т. Хоменко изъять 166 сд. Образовать группу Калинина в составе 166, 91 и 89 сд. Задача группы: 166 и 91 сд наступать в направлении Духовщина, 89 сд вести в резерве направлении Ярцево, имея ось движения шоссе Вязьма, Ярцево. Группе Калинина действовать во взаимодействии с группой т. Рокоссовского.— Приказ главнокомандующего войсками Западного направления № 0080 на организацию группы Калинина
По воспоминаниям командира батальона 517-го стрелкового полка Сергея Владимировича Штрика::

Ночью 23 июля главные силы 166-й дивизии выдвинулись в указанный район, а 24-го — перешли в наступление, в направлении Духовщины. 517-й стрелковый полк наступал на правом фланге дивизии, в направлении Пречистое. Пречистое — это старое большое село, находится в 40 км юго-восточнее Духовщины.
Соседом справа — была 91-я стрелковая дивизия.
Противник, имея преимущество в живой силе, и особенно в технике, яростно контратаковал наши наступающие войска. Бои шли с нарастающей ожесточённостью, не утихая ни днём ни ночью. На направление Духовщина противник выдвинул танковые части из состава своей 3-й танковой группы. Батальоны сразу же почувствовали на себе танковые удары врага. Его танковые атаки следовали одна за другой. Были моменты, когда наши батальоны огрызались, наносили противнику чувствительные потери, но всё же медленно пятились назад.
И совершенно неясно, чем могли бы закончиться бои за Духовщину, если бы не своевременное прибытие ИПТАП — истребительно-противотанкового полка Резерва Верховного Главного Командования, который отражал атаки танков вместе с нами. Этот полк стоял насмерть, и мы часто видели, как после очередной атаки противника на поле боя догорали десятки костров — горели танки врага.

107-я танковая дивизия получила приказ атаковать и разбить противника прорвавшегося в район. оз. Щучье и продолжая наступать выйти к Духовщине.
Левее действовала 166-я стрелковая дивизия из состава ОГ генерал-лейтенанта Калинина С. А..
В составе оперативной группы под командованием Калинина 166-я стрелковая дивизия наносила удар на Смоленск.
Перейдя в наступление части дивизии столкнулись с сильной обороной механизированных соединений прорвавшихся сюда частей 3Тгр.
Добиться большого продвижения не удалось, но благодаря её действиям и действиям других оперативных групп немецкое наступление застопорилось и перешло в фазу позиционных боёв, хотя Смоленск советским войскам пришлось окончательно оставить 27 июля 1941 года.
В августе 1941 года положение на Западном фронте стабилизировалось. 11 августа 1941 года 166-я стрелковая дивизия участвовала в обеспечении выхода группы И. В. Болдина из окружения. 517-й и 735-й стрелковые полки смогли прорвать немецкий фронт и обеспечили выход группы к нашим войскам. 31 августа 1941 года новым командиром 166-й стрелковой дивизии стал полковник Михаил Яковлевич Додонов. Алексей Назарович Холзинев был назначен командиром 162-й стрелковой дивизии и пропал без вести в тот же день, хотя, по другим данным, он погиб 2 октября 1941 года в боях на реке Вопь.
10 сентября 1941 года 166-я стрелковая дивизия была выведена в резерв командующего 19-й армии.

### На оборонительном рубеже
11 сентября 1941 года дивизия получила Боевой приказ командующего войсками 19-й армии № 055 на оборону занимаемого рубежа:

… 5. 166 сд с 399 гап оборонять полосу выс. 227.0 (1.5 км юго-вост. Новоселище),
 зап. опушка рощи (0.5 км сев.-вост. Иваники), Степанидина, выс. 220.3, Турова,
 Лопатчинки.

Граница слева: выс. 241.5 (севернее Гаврилово), Завозни, (иск.) Казакова, Павлово…— Сборник боевых документов Великой Отечественной войны. Выпуск 41. (приводится по: Генеральный Штаб. Военно-научное управление Сборник боевых документов Великой Отечественной войны. — Москва: Воениздат, 1960. — Т. 41.)
К исходу 12 сентября сосредоточилась в районе восточнее Издешково, что западнее Вязьмы.
Части и подразделения приступили к дооборудованию участка Ржевско-Вяземского рубежа обороны, проходящего по линии Ржев, Сычёвка, Вязьма, далее по восточному берегу реки Вазуза, Людиново.
В конце сентября обескровленная 166-я стрелковая дивизия была выведена во второй эшелон 19-й армии для пополнения.

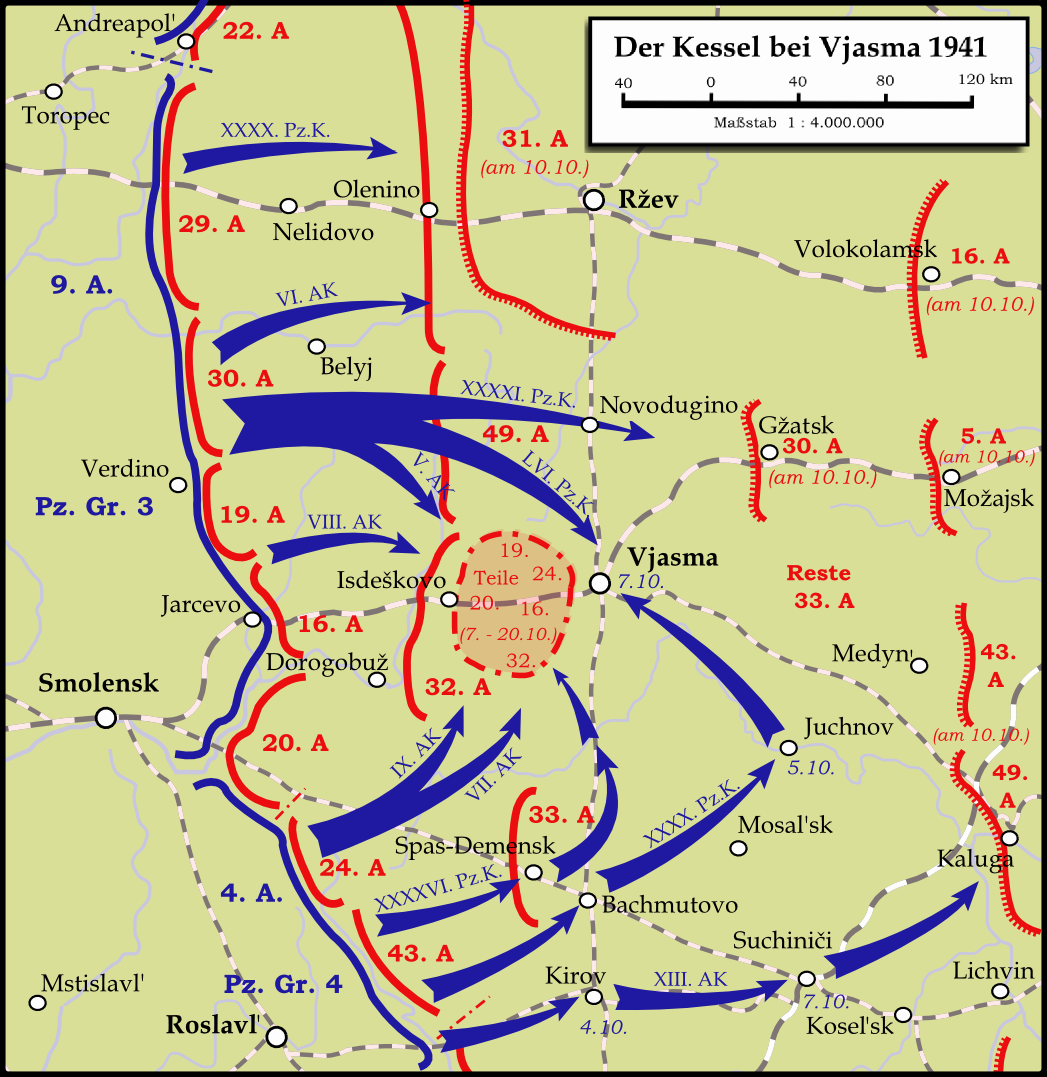
Вяземский «котёл» в октябре 1941 года.

На рассвете 2 октября 1941 года после сильной артиллерийской и авиационной подготовки началось наступление врага на вяземском направлении основными силами группы армий «Центр» по плану операции «Тайфун». 166-я стрелковая дивизия была срочно выведена из армейского резерва и выдвинута к реке Вопь в район деревни Капыревщина. 3 октября дивизия контратаковала противника в направлении Каменка — Нефедовщина. Сначала двум её полкам удалось форсировать Вопь и несколько продвинуться на её западном берегу, но к 17 часам крупные вражеские силы отбросили их и вышли на восточный берег. 3 октября к исходу дня оборона советских войск на стыке 30-й и 19-й армий оказалась прорванной на большую глубину.
4 октября 1941 года командование Западного фронта получило разрешение Ставки об отводе войск на Гжатский оборонительный рубеж. Но это разрешение запоздало. Танковые и моторизованные корпуса противника отрезали пути отхода, вследствие чего большая часть дивизий 19-й, 20-й, 24-й и 32-й советских армий, и в том числе 166-я стрелковая дивизия, оказались западнее Вязьмы в окружении.
11 октября 1941 года при прорыве из окружения в районе Богородицкое, 166-ю стрелковую дивизию, наступавшую на правом фланге участка прорыва, поддерживал 120-й гаубичный артиллерийский полк. Но очередная попытка прорыва окончились неудачей.
Вечером 12 октября 1941 года личный состав 120-го гаубичного артиллерийского полка по решению совещания командиров в Шутово выступил совместно с 166 стрелковой дивизией на прорыв к 20-й армии генерала Ершакова, которая к тому моменту перестала существовать как организационная единица.
Все попытки дивизий организованно прорвать кольцо окружения и выйти к своим войскам пресекались противником, и воины вынуждены были выходить мелкими группами по лесам и болотам. Михаил Яковлевич Додонов (который 12 октября 1941 года получил звание генерал-майора) вместе с остатками своей дивизии смог выйти из окружения лишь 15 ноября 1941 года.
Официально из окружения вышло 517 солдат и командиров 166-й стрелковой дивизии. Но в действительности эта цифра гораздо меньше, так как в окружении к группе генерал-майора М. Я. Додонова присоединялись бойцы из других соединений. Те же военнослужащие дивизии, кто не смог прорваться из вяземского котла, ушли к партизанам, где и продолжили свою борьбу с немцами, среди них И. М. Срывков, Н. А. Бычков, Г. В. Еранаков, В. Н. Фролов, В. И. Васильев, С. Дагаев. В результате, к 1945 году из состава томской 166-й стрелковой дивизии в живых остались единицы.
В ноябре 1941 года 166-я стрелковая дивизия 1-го формирования прекратила своё существование. В январе 1942 года началось создание 166-й стрелковой дивизии 2-го формирования.

## Боевой и численный состав дивизии
- 423-й стрелковый полк
- 517-й стрелковый полк
- 735-й стрелковый полк (майор С. Т. Койда)
- 359-й артиллерийский полк
- 499-й гаубичный артиллерийский полк
- 205-й отдельный истребительно-противотанковый дивизион
- 177-й отдельный зенитный артиллерийский дивизион
- 191-я отдельная разведывательная рота
- 231-й отдельный сапёрный батальон
- 195-й отдельный батальон связи
- 215-й медико-санитарный батальон (5 санитарных рот)
- 534-я отдельная рота химзащиты
- 106-й автотранспортный батальон
- 172-й полевой хлебзавод (полевая хлебопекарня)
- 131-я полевая почтовая станция
- 251-я полевая касса Госбанка

## Подчинение
| На дату    | Фронт (округ)           | Армия      | Корпус                 |
| ---------- | ----------------------- | ---------- | ---------------------- |
| 22.06.1941 | Сибирский военный округ | -          | 52-й стрелковый корпус |
| 01.07.1941 | Сибирский военный округ | 24-я армия | 52-й стрелковый корпус |
| 08.07.1941 | Резервный фронт         | 24-я армия | 52-й стрелковый корпус |
| 01.08.1941 | Западный фронт          | 19-я армия | -                      |

## Командный состав
Командиры дивизии:
- Холзинев, Алексей Назарович (18.08.1939 — 30.08.1941), полковник;
- Додонов, Михаил Яковлевич (31.08.1941 — 08.10.1941), полковник, с 12.10.1941 генерал-майор[7][8]

Заместители командира дивизии по строевой части:
- Торопчин, Иван Михайлович (09.1940 — 08.1941), полковник

Комиссар дивизии:
- Русанов Иван Иванович (15.09.1939 — 15.12.1941), бригадный комиссар[9]

Начальник штаба:
- Стафеев Александр Леонидович (09.1939 — 1941), майор[2]

Начальники политотдела
- Удалов Михаил Васильевич (09.1939 — 14.01.1941), батальонный комиссар[2];
- Напалков Фёдор Михайлович (15.01.1941 — 26.11.1941), батальонный комиссар[9]

Начальник тыла:
- Балабушевич Пётр Васильевич (09.1939 — 1941), подполковник[2]

Начальник артиллерии дивизии:
- Лукин Василий Иванович (09.1939 — 28.07.1941), полковник (убит 28.07.1941)[2]

## Память
В Холм-Жирковском располагается краеведческий музей, а в деревне Верховье — музей-филиал боевой славы 166-й стрелковой дивизии и Вадинского партизанского края.
Дивизия упомянута на плите мемориального комплекса «Воинам-сибирякам», Ленино-Снегирёвский военно-исторический музей.

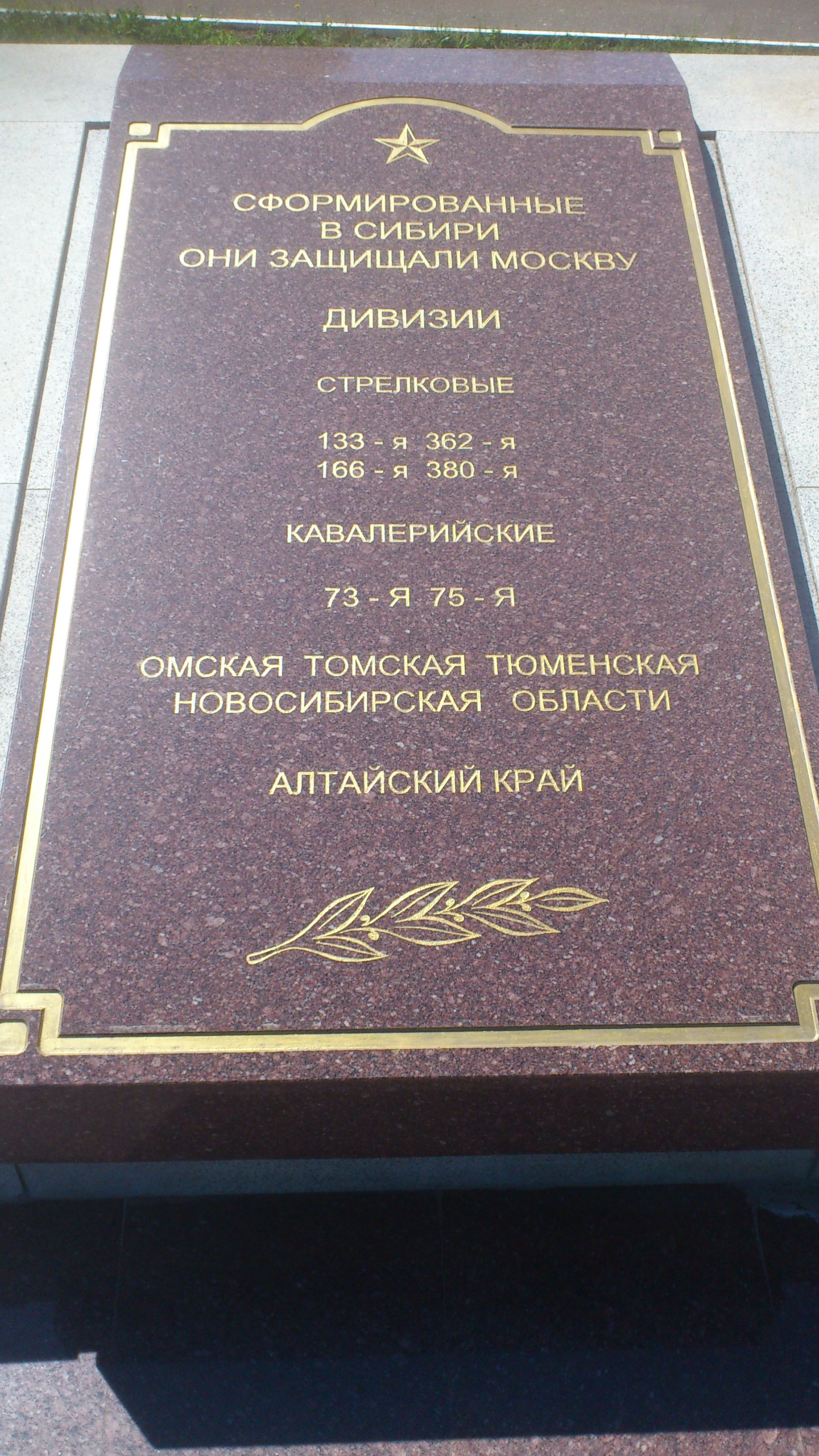
«Сформированные в Сибири, они защищали Москву» — на плите мемориального комплекса «Воинам-сибирякам».
Мемориальный комплекс «Воинам-сибирякам», Ленино-Снегирёвский военно-исторический музей.